# Equipe iugoslava na Copa Davis
A equipe iugoslava na Copa Davis representou a Iugoslávia na Copa Davis, principal competição de tênis masculina por equipes do mundo. Foi administrada pela Yugoslav Tennis Association.

## História
Competiu entre 1927 e 2003 nas seguintes representações:
- 1927–1939: Reino da Iugoslávia;
- 1946–1992: República Socialista Federativa da Iugoslávia (até 1963 pela República Popular Federal da Iugoslávia);
- 1995–2003: República Federal da Iugoslávia.

Após a dissolução da Iugoslávia, nos anos 1990, novas nações foram criadas, com novas equipes:
- Equipe croata na Copa Davis (a partir de 1993);
- Equipe eslovena na Copa Davis (a partir de 1993);
- Equipe macedônia na Copa Davis (a partir de 1995, com o antigo nome República Iugoslava da Macedônia);
- Equipe bósnia na Copa Davis (a partir de 1996)

Uma equipe representando a República Federal da Iugoslávia voltou a competir em 1995. Em 2003, essa país foi renomeado para Sérvia e Montenegro, refletido na Davis a partir de 2004, encerrando a presença iugoslava no torneio. Após mais divisões em 2006, as seguintes equipes surgiram:
- Equipe sérvia na Copa Davis (a partir de 2007);
- Equipe montenegrina na Copa Davis (a partir de 2007);
- Equipe kosovar na Copa Davis (a partir de 2016).

Para histórico e recordes da República Federal da Iugoslávia (composta somente por Montenegro e Sérvia) e da União de Estatal de Sérvia e Montenegro, consulte Equipe servo-montenegrina na Copa Davis.